# Black Horizonz
Black Horizonz ist eine deutsche Black-Metal-Band aus Kamen, Deutschland.

## Geschichte
Black Horizonz wurde im August 1999 von Nocturnus, Hacky und Falko unter dem Namen Black Horizons gegründet. Reiner komplettierte das Line-Up ein paar Monate später. Im Jahre 2005 änderte die Band ihren Namen, um Verwechselungen einer gleichnamigen Band aus Deutschland, die jedoch später gegründet wurde, vorzubeugen.
Nach drei Demos Lost in Shadows Grim (2001), Within My Suns Last Shafts (2004) und Eccentric Wrath (2005) und einigen Besetzungswechseln, wurde über Unholyfire Records im Jahre 2007 das erste Album khavoid veröffentlicht. Im Jahre 2010 erschien das zweite Album krura über Godeater Records. Das dritte Album, der von der Band selbst genannten „k“-Trilogie, erscheint im Februar 2013, ebenfalls über Godeater Records unter dem Namen koma.

## Diskografie
Demos
- 2001: Lost In Shadows Grim
- 2004: Within My Suns Last Shafts
- 2005: Eccentric Wrath

Alben
- 2007: khavoid
- 2010: krura
- 2013: koma

Sonstiges
- 2005: Promotion Tape
- 2006: Battles Of Modern Art (Promotion CD)
- 2006: Lost in Shadows Grim (Re-Release) / Grabgesang (Split mit Nebeltor)